# Rotkogel (Schinder)
Der Rotkogel ist ein Gipfel der Schindergruppe auf dem Gebiet der oberbayerischen Gemeinde Rottach-Egern, zwischen bayerischem Schinder und Pfaffenkopf gelegen. Er liegt in den Tegernseer Bergen.
Der spärlich bewaldete Berg befindet sich nur etwa 1 km von der deutsch-österreichischen Grenze entfernt.
Der selten besuchte Gipfel ist nur weglos und in leichter Kletterei (UIAA I) zu erreichen. Dort finden sich ein einfaches Holzkreuz und ein Gipfelbuch.

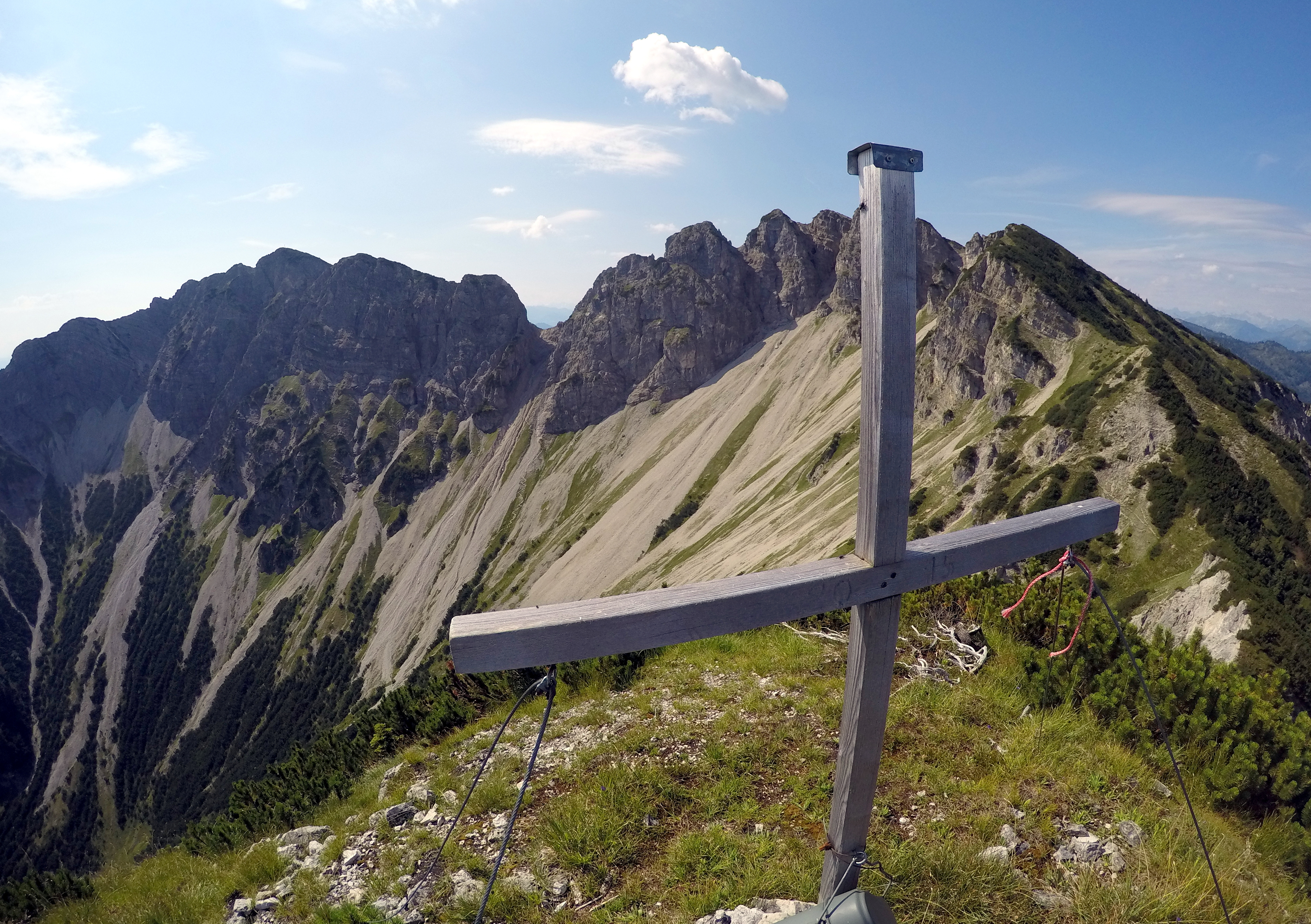
Gipfel des Rotkogels mit Blick zum Schinder